# Buscando a Coque
Buscando a Coque (originalmente conocida como Persiguiendo a Coque) es una película española de comedia romántica escrita y dirigida por Teresa Bellón y César F. Calvillo en su debut como directores de largometrajes, basada en su cortometraje de 2016 Cariño, me he follado a Bunbury. Está protagonizada por Alexandra Jiménez y Hugo Silva, y cuenta con la participación del cantante Coque Malla interpretándose a sí mismo. Tuvo su estreno en cines españoles para el 14 de febrero de 2024, de la mano de Filmax.

## Trama
César (Hugo Silva) y Teresa (Alexandra Jiménez) son una pareja aparentemente bastante feliz. Una noche, ella comete el acto impulsivo de tener una relación íntima con el cantante Coque Malla. Por si fuera poco, Coque Malla es el ídolo de César desde algunos años. Cuando ella se lo confiesa no le queda muy claro cómo reaccionar, no sólo por lo grave del hecho sino porque se trata más de su ídolo que del de ella. A César no se le ocurre muy bien cómo solucionar esto, así que decide buscar al propio Coque Malla en las calles de Miami, ya que ya no se encuentra en España. El trayecto a la soleada localidad de Florida les hará replantearse sus 15 años juntos y sus propias vidas.

## Reparto
- Alexandra Jiménez como Teresa
- Hugo Silva como César
- Coque Malla como Él mismo

## Producción
La primera noticia sobre el proyecto data de septiembre de 2022, cuando, durante el Festival Internacional de Cine de San Sebastián, RTVE anunció su participación en la financiación de 46 proyectos de películas, entre los que se incluía Persiguiendo a Coque, el cual estaba en desarrollo como la ópera prima de los directores Teresa Bellón y César F. Calvillo. El 20 de abril de 2023, se anunció que la película, cuyo título había cambiado a Buscando a Coque, había comenzado su rodaje en la ciudad estadounidense de Miami, con Alejandra Jiménez y Hugo Silva como protagonistas y con el cantante Coque Malla interpretándose a sí mismo. Además de la aparición de Malla, también se anunció que la película incluiría temás míticos tanto de su viejo grupo Los Ronaldos como de su carrera en solitario, como "Déjate llevar" y "No puedo vivir sin ti", además de una canción original compuesta por el cantante para la película, "Todo ocurrió de pie".
El presupuesto de la película es de 2.8 millones de euros, incluyendo un millón de euros procedentes de las ayudas generales del ICAA.

## Lanzamiento y marketing
A finales de noviembre de 2023, Filmax sacó el póster de Buscando a Coque y anunció que se estrenaría en cines el 14 de febrero de 2024.

## Recepción

### Taquilla
En su primera semana, Buscando a Coque se estrenó en 90 cines, coincidiendo principalmente con los estrenos de Madame Web, Bob Marley: One Love, Priscilla y Boonie Bears: Regreso a la tierra, entre otras cintas.

### Crítica
Buscando a Coque recibió críticas generalmente positivas por parte de los críticos. Javier Ocaña de Cinemanía le dio a la película tres estrellas de cinco, describiendo la película como "una comedia romántica de manual, con estructura clásica, diálogos notables y situaciones entre lo cotidiano y lo absurdo, con un punto de ternura" y concluyendo que "lo mejor de su propuesta no es solo el buen retrato de la inseguridad y del miedo a la comparación, sino sobre todo la convicción de que lo mejor puede estar al lado y no en la cima de la fama". Jesús Martín de AcciónCine también le dio a la cinta tres estrellas de cinco, escribiendo que Alexandra Jiménez y Hugo Silva "demuestran una gran soltura y eficacia" y que los directores, Teresa Bellón y César F. Calvillo, "aciertan con el tono neurótico de la cinta", y también que "las diferentes etapas del viaje están solventadas con oficio", además de elogiar la participación de Coque Malla, de quien dijo que "acepta de buen grado transformarse en una caricatura de sí mismo, para exhibir el aspecto menos glamuroso de alguien que no necesita identificarse con el carné", aunque también lamentó que "se resiente del excesivo componente de locura y volatilidad con que está construido el relato". Antonio Fuentes Belando de Cinemagavia, escribiendo que "si bien es cierto que la trama podría ser completamente disparatada e insulsa, el guión se centra principalmente en los diálogos" y de su reparto principal dijo que "consigue esbozar una sonrisa y hasta carcajadas durante el visionado", concluyendo que la película "triunfa [...] se desliga de lo que podríamos calificar como “españolada” y se convierte en un título de lo más disfrutable". Martín Ortiz de El Palomitrón dijo que los directores "exploran temas profundos y universales sobre las relaciones de pareja [...] de manera ingeniosa dentro de la trama" y del humor dijo que "se convierte así en una herramienta poderosa para abordar estos temas [...] La risa, en este contexto, actúa como un puente que conecta al espectador con las complejidades de las relaciones humanas", además de elogiar el trabajo de Jiménez y Silva como "naturalista y sincero, sin aspavientos".
Otros críticos fueron aún más benevolentes. Rafa Jiménez de eCartelera le dio a la película un 7 de 10, escribiendo que el guion "habla como habla la gente" y que "tiene el potencial de gran público sin remordimientos por ser un pedazo de vida en el que todos nos reconoceremos", y de la comedia dijo que "es divertida pero sin ser histriónica o excesivamente cinematográfica [...] una comedia muy cercana y realista donde cada chiste surge de manera natural como en una conversación entre amigos, además de elogiar la labor de Jiménez y Silva, diciendo que "elevan esta rom-com que no se arrepiente ni lo más mínimo de serlo", concluyendo que "es la opción más completa, divertida e interesante para absolutamente todo tipo de público en este San Valentín". Borja García Tejero de Butaca y Butacón le dio a la película cuatro estrellas de cinco, diciendo que "simboliza nuestras relaciones vitales a través del deseo por los mitos, la esperanza y el reencuentro con la identidad" y que "no es la típica obra pastelosa que bebe de los miles de clichés explotados en otras producciones", además de decir de los dos protagonistas que "están espléndidos llevando la batuta con unos diálogos desternillantes" y de los directores que "demuestran con soltura, tesón y pasión la dirección de una película que hará no solamente las delicias de toda pareja sino también de aquel espectador que huye de las comedias románticas". José Pérez López de No solo cine escribió que como comedia romántica, la película "va un poco más allá de lo habitual" y que "tiene momentos muy divertidos, los diálogos son muy buenos", además de describir el trabajo de Jiménez y Silva como "magnífico", concluyendo que el resultado final "es notable y augura un gran futuro para Teresa [Bellón] y César [F. Calvillo] en el mundo del 7.º arte".En el medio joven mundoCine le dieron a la película una calificación de cuatro estrellas sobre cinco describiéndola como una “comedia romántica atípica” y “una comedia genuinamente divertida”. 
Sin embargo, no todas las críticas de la película fueron positivas. María Ángeles Almacellas de Cinemanet le dio a la película un 5 de 10, describiéndola como "una comedia ligera, sin demasiadas pretensiones" y su guion como "bien elaborado, aunque a veces, de tan repetitivo y previsible, pierde interés", destacando su retrato de lo que es el amor como lo mejor de la película, diciendo que "si tomamos una cierta distancia y nos situamos en perspectiva, veremos [...] una realidad muy frecuente en nuestros días, una con las consecuencias que de ella se derivan", concluyendo que es "una película bastante insulsa, pero que supone una material muy bueno para una reflexión y un cinefórum". Juan Luis Sánchez de deCine21 le dio a la película un 5 de 10, diciendo que al principio "parece que va a ser demasiado disparatado, aunque algunos diálogos sorprenden gratamente por su inteligencia" y que "prima la comedia, y la ligereza", añadiendo también que aunque "propone alguna reflexión sobre la pareja que mira un poco más allá de lo habitual en el cine moderno", la cinta trama este tema "con un ritmo pausado, y se estanca en algunos tramos", aunque de los dos protagonistas dijo que "sacan oro de algunos momentos bien resueltos". Gerard Casau del medio catalán Ara le dio a la película dos estrellas de cinco, diciendo que su punto de partida "parece sacado de una novela de Nick Hornby" y que su ejecución demuestra que "una ocurrencia no es suficiente para sostener una película", escribiendo también de los dos actores principales "quedan abandonados para defender unas líneas de diálogo que priorizan el ingenio momentáneo a toda posibilidad de dotar de volumen a las inseguridades [...] de sus personajes". Yoel González de Contraste le dio al largometraje una estrella de cinco, describiéndolo como "el claro ejemplo de cómo hacer de una traición un chiste y estirarlo como un chicle es algo contraproducente para cualquier guion" y escribiendo que "todo gira en torno al mismo tema; escuchada una broma, escuchadas todas", para al final concluir que "al final, el espectador pierde el interés de lo que pasará, porque se intuye que no llegará a ningún lado sensato y de interés".